# Angelika Beer
Angelika Beer (n. 24 mai 1957, Kiel, Germania) este un om politic german, membru al Parlamentului European în perioada 2004-2009 din partea Germaniei.
1. ↑  basic data about the members of the Bundestag, accesat în 13 aprilie 2018
2. ↑  Angelika Beer, Munzinger Personen, accesat în 9 octombrie 2017
3. ↑  Deputații în Parlamentul European
4. ↑  bundestag.de, accesat în 30 octombrie 2021
5. ↑  basic data about the members of the Bundestag, accesat în 12 iulie 2021
6. ↑  basic data about the members of the Bundestag, accesat în 28 decembrie 2018
7. 1 2   http://www.assembly.coe.int/nw/xml/AssemblyList/MP-Details-EN.asp?MemberID=2612 Lipsește sau este vid: |title= (ajutor)
8. ↑  Wahlbewerberinnen und Wahlbewerber (în germană), bundeswahlleiter.de, accesat în 22 aprilie 2021
9. ↑  § 1 Absatz 2 Satz 3 (PDF), political party charter[*], accesat în 9 iulie 2021